# Territori speciali dell'Unione europea
     Unione europea
     Regioni ultraperiferiche (RUP)
     Paesi e territori d'oltremare (PTOM)
     Altri territori dell'Unione con situazioni particolari e Isole Faroe 

Unione europea
Regioni ultraperiferiche (RUP)
Paesi e territori d'oltremare (PTOM)
Altri territori dell'Unione con situazioni particolari e Isole Faroe

Dal 1º febbraio 2020 l'Unione europea è formata da 27 Stati membri, la maggior parte dei quali partecipano a tutti i settori della politica europea o hanno sottoscritto di farlo. Tuttavia il diritto dell'Unione Europea non si applica uniformemente a tutto il territorio di tutti gli Stati membri. Molti Stati membri hanno territori particolari che per motivi storici, geografici o politici hanno relazioni diverse con i rispettivi governi nazionali (e di conseguenza anche con l'Unione europea) rispetto al resto del territorio dello Stato membro. Molti di questi territori speciali non partecipano a tutte o ad alcune delle politiche europee. Alcuni non hanno alcun rapporto ufficiale con l'Unione europea, mentre altri partecipano a programmi europei in linea con le disposizioni delle direttive dell'Unione europea, i regolamenti o i protocolli allegati ai trattati dell'Unione europea.

## Le regioni ultraperiferiche
Le regioni ultraperiferiche sono undici regioni degli Stati membri in cui il diritto dell'Unione europea si applica, ma dove si possono applicare deroghe per tener conto della loro "situazione socioeconomica strutturale [...] che è aggravata dalla loro grande distanza, insularità, superficie ridotta, topografia difficile e il clima, la dipendenza economica da alcuni prodotti, la permanenza e la combinazione dei quali arrecano grave danno al loro sviluppo."

### Azzorre e Madera
Le Azzorre e Madera sono due gruppi di isole portoghesi nell'Atlantico. Sebbene possano effettuare delle deroghe all'applicazione del diritto europeo, fino ad ora non hanno usufruito di questa possibilità.

### Isole Canarie
Le isole Canarie sono un gruppo di isole spagnole al largo della costa africana del Marocco. Esse sono al di fuori dell'area dell'Unione europea di imposta sul valore aggiunto, ma il diritto europeo vi è applicato nella sua totalità.

### Regioni-dipartimenti francesi d'oltremare
La Guyana francese, Guadalupa, Martinica, Mayotte (dal 2014) e La Riunione sono dipartimenti e regioni francesi d'oltremare e sono considerati come parte integrante della République. Fanno parte sia dell'Unione europea che dell'unione doganale e l'euro è la moneta corrente. Tuttavia queste regioni sono al di fuori dello spazio Schengen e la zona IVA. Fa parte delle regioni ultraperiferiche dell'UE anche Saint-Martin che nel 2007 si è separata dalla Guadalupa; mentre Saint-Barthélemy ne ha fatto parte fino al 2012.

### Municipalità speciali dei Paesi Bassi
In seguito alla dissoluzione delle Antille Olandesi, avvenuta il 10 ottobre 2010, Bonaire, Saba e Sint Eustatius sono diventati parte integrante dei Paesi Bassi con la denominazione di municipalità speciali (bijzondere gemeente). Queste municipalità somigliano sotto molti aspetti ad ordinari comuni olandesi (hanno un sindaco e un consiglio comunale) ed hanno la maggior parte della legislazione olandese, pur mantenendo transitoriamente le leggi delle Antille Olandesi. Ci sono, comunque, alcune deroghe per queste isole a causa della loro distanza dai Paesi Bassi continentali. Non sono state obbligate ad adottare l'euro, ma si è preferito far adottare loro il dollaro statunitense, cosa avvenuta il 1° gennaio 2011. Questi territori non hanno ancora ottenuto lo status di regioni ultraperiferiche dell'Unione europea; pertanto, i Paesi Bassi hanno proposto di condurre uno studio per la concessione di tale statuto.

## Paesi e territori d'oltremare
Sono 9 i paesi e territori d'oltremare che hanno un rapporto speciale con uno degli Stati membri dell'Unione europea: sei con la Francia, due con i Paesi Bassi e uno con la Danimarca. Essi sono stati a formare una serie di accordi di associazione con l'UE e una possibile associazione per le disposizioni relative alla libertà di circolazione dei lavoratori (articolo 186) e la libertà di insediamento (articolo 183 (5)). Essi non sono soggetti alle tariffa esterna comune dell'UE (articolo 184 (1)), ma possono far valere tasse doganali sulle merci importate da parte dell'Unione europea su una base non discriminatoria (articolo 184 (3) e (5)). Essi non fanno parte dell'Unione europea, e il diritto europeo si applica a loro solo se è necessario per attuare gli accordi di associazione.

### Collettività d'oltremare francese e Nuova Caledonia
Saint-Pierre e Miquelon, Polinesia francese e Wallis e Futuna sono collettività d'oltremare (in precedenza denominati territori d'oltremare) della Francia, mentre la Nuova Caledonia è una "collettività sui generis".
Saint-Pierre e Miquelon sono parte della zona euro, mentre la Nuova Caledonia, la Polinesia francese e Wallis e Futuna fanno uso del franco CFP, una moneta che è legata alla garanzia dell'euro e alla Francia. I nativi delle collettività sono cittadini europei grazie alla loro cittadinanza francese, e partecipano alle elezioni dei membri del Parlamento europeo.
Le disabitate terre australi e antartiche francesi (che ora includono anche le isole francesi sparse nell'Oceano Indiano) e l'isola Clipperton hanno statuti di associazione sui generis con la Francia. Entrambi hanno avuto status di PTOM all'interno della Comunità europea dal trattato di Roma, e Clipperton utilizza (formalmente) l'euro come moneta.

#### Saint Martin e Saint-Barthélemy
Saint-Barthélemy e Saint Martin sono stati separati il 22 febbraio 2007 dal dipartimento d'oltremare della Guadalupa, formando così due nuove collettività d'oltremare. Documenti della Commissione europea già elencano entrambi i territori come non facenti parte della Comunità europea, anche se il trattato di Lisbona li indica come regioni ultraperiferiche.
Lo status di Saint-Barthélemy è stato modificato in quello di PTOM a partire dal 1º gennaio 2012, grazie ad una decisione del Consiglio dell'Unione europea.

### Groenlandia
La Groenlandia è un caso unico tra i paesi e territori d'oltremare: entrata a far parte dell'allora Comunità economica europea nel 1973 in quanto parte della Danimarca, ne uscì nel 1985, a seguito del referendum tenutosi il 23 febbraio 1982. Tuttavia, i groenlandesi sono a pieno titolo cittadini dell'Unione europea, grazie alla loro cittadinanza danese. L'esclusione della Groenlandia dall'Unione implica che nell'isola il diritto comunitario non si applica.

### Aruba, Curaçao, Sint Maarten
Aruba, Curaçao e Sint Maarten sono nazioni costitutive del Regno dei Paesi Bassi. Sono esclusi dal funzionamento del diritto europeo, a causa di un protocollo allegato al Trattato di Roma, ma sono comunque considerati come territori d'oltremare. Gli abitanti delle isole sono cittadini UE grazie alla loro cittadinanza olandese, anche se alla maggior parte di essi non è stato riconosciuto, fino a poco tempo fa, il diritto di voto alle elezioni del Parlamento europeo. Tuttavia, ciò è stato recentemente dichiarato essere in contrasto con il diritto europeo da parte della Corte di giustizia europea.
Precedentemente al 10 ottobre 2010, Curaçao e Sint Maarten avevano lo stesso statuto, facendo parte delle Antille Olandesi.
| Stati membri e territori speciali    | Stati membri e territori speciali    | Stati membri e territori speciali | Applicazione del Diritto dell'Unione europea | Azionabile in tribunali locali | EURATOM | Cittadinanza UE | Elezioni UE | Area Schengen                             | Area IVA UE    | Territorio doganale UE | Mercato unico UE         | Eurozona           |
| ------------------------------------ | ------------------------------------ | --------------------------------- | -------------------------------------------- | ------------------------------ | ------- | --------------- | ----------- | ----------------------------------------- | -------------- | ---------------------- | ------------------------ | ------------------ |
| Austria                              | Austria                              | Austria                           | Completa                                     | Sì                             | Sì      | Sì              | Sì          | Sì                                        | Sì             | Sì                     | Sì                       | Sì                 |
| Belgio                               | Belgio                               | Belgio                            | Completa                                     | Sì                             | Sì      | Sì              | Sì          | Sì                                        | Sì             | Sì                     | Sì                       | Sì                 |
| Bulgaria                             | Bulgaria                             | Bulgaria                          | Completa                                     | Sì                             | Sì      | Sì              | Sì          | Sì                                        | Sì             | Sì                     | Sì                       | No, BGN            |
| Cipro, eccetto:                      | Cipro, eccetto:                      | Cipro, eccetto:                   | Completa                                     | Sì                             | Sì      | Sì              | Sì          | Da attuare                                | Sì             | Sì                     | Sì                       | Sì                 |
|                                      | Cipro del Nord                       | Cipro del Nord                    | No                                           | No                             | No      | Sì              | Sì          | No                                        | No             | No                     | No                       | No, TRY            |
| Zona cuscinetto                      | Zona cuscinetto                      | ?                                 | ?                                            | ?                              | Sì      | Sì              | ?           | No                                        | ?              | ?                      | Adottato unilateralmente |                    |
| Croazia                              | Croazia                              | Croazia                           | Completa                                     | Sì                             | Sì      | Sì              | Sì          | Sì                                        | Sì             | Sì                     | Sì                       | Sì                 |
| Rep. Ceca                            | Rep. Ceca                            | Rep. Ceca                         | Completa                                     | Sì                             | Sì      | Sì              | Sì          | Sì                                        | Sì             | Sì                     | Sì                       | No, CZK            |
| Danimarca, eccetto:                  | Danimarca, eccetto:                  | Danimarca, eccetto:               | Completa                                     | Sì                             | Sì      | Sì              | Sì          | Sì                                        | Sì             | Sì                     | Sì                       | No, ERM II con DKK |
|                                      | Fær Øer                              | Fær Øer                           | No                                           | No                             | No      | Parziale        | No          | Parziale                                  | No             | No                     | Minimale (FTA)           | No, DKK            |
| Groenlandia                          | Groenlandia                          | Minimale (OCT)                    | Sì                                           | No                             | Sì      | No              | Parziale    | No                                        | No             | Parziale               | No, DKK                  |                    |
| Estonia                              | Estonia                              | Estonia                           | Completa                                     | Sì                             | Sì      | Sì              | Sì          | Sì                                        | Sì             | Sì                     | Sì                       | Sì                 |
| Finlandia, eccetto:                  | Finlandia, eccetto:                  | Finlandia, eccetto:               | Completa                                     | Sì                             | Sì      | Sì              | Sì          | Sì                                        | Sì             | Sì                     | Sì                       | Sì                 |
|                                      | Isole Åland                          | Isole Åland                       | Con esenzioni                                | Sì                             | Sì      | Sì              | Sì          | Sì                                        | No             | Sì                     | Con esenzioni            | Sì                 |
| Francia (metropolitana), eccetto:    | Francia (metropolitana), eccetto:    | Francia (metropolitana), eccetto: | Completa                                     | Sì                             | Sì      | Sì              | Sì          | Sì                                        | Sì             | Sì                     | Sì                       | Sì                 |
|                                      | Guadalupa                            | Guadalupa                         | Con esenzioni (OMR)                          | Sì                             | Sì      | Sì              | Sì          | No                                        | No             | Sì                     | Sì                       | Sì                 |
| Guyana francese                      | Guyana francese                      | Con esenzioni (OMR)               | Sì                                           | Sì                             | Sì      | Sì              | No          | No                                        | Sì             | Sì                     | Sì                       |                    |
| Martinica                            | Martinica                            | Con esenzioni (OMR)               | Sì                                           | Sì                             | Sì      | Sì              | No          | No                                        | Sì             | Sì                     | Sì                       |                    |
| La Riunione                          | La Riunione                          | Con esenzioni (OMR)               | Sì                                           | Sì                             | Sì      | Sì              | No          | No                                        | Sì             | Sì                     | Sì                       |                    |
| Saint-Barthélemy                     | Saint-Barthélemy                     | Con esenzioni (OMR)               | Sì                                           | Sì                             | Sì      | Sì              | No          | No                                        | Sì             | Sì                     | Sì                       |                    |
| Saint-Martin                         | Saint-Martin                         | Con esenzioni (OMR)               | Sì                                           | Sì                             | Sì      | Sì              | No          | No                                        | Sì             | Sì                     | Sì                       |                    |
| Mayotte                              | Mayotte                              | Minimale (OCT)                    | Sì                                           | Sì                             | Sì      | Sì              | No          | No                                        | No             | Parziale               | Sì                       |                    |
| Saint-Pierre e Miquelon              | Saint-Pierre e Miquelon              | Minimale (OCT)                    | Sì                                           | Sì                             | Sì      | Sì              | No          | No                                        | No             | Parziale               | Sì                       |                    |
| Nuova Caledonia                      | Nuova Caledonia                      | Minimale (OCT)                    | Sì                                           | Sì                             | Sì      | Sì              | No          | No                                        | No             | Parziale               | No, XPF                  |                    |
| Polinesia francese                   | Polinesia francese                   | Minimale (OCT)                    | Sì                                           | Sì                             | Sì      | Sì              | No          | No                                        | No             | Parziale               | No, XPF                  |                    |
| Wallis e Futuna                      | Wallis e Futuna                      | Minimale (OCT)                    | Sì                                           | Sì                             | Sì      | Sì              | No          | No                                        | No             | Parziale               | No, XPF                  |                    |
| Terre Australi e Antartiche Francesi | Terre Australi e Antartiche Francesi | Minimale (OCT)                    | Sì                                           | Sì                             | Sì      | No              | No          | No                                        | No             | Parziale               | Sì                       |                    |
| Clipperton                           | Clipperton                           | ?                                 | ?                                            | Sì                             | Sì      | No              | No          | No                                        | ?              | ?                      | Sì                       |                    |
| Germania, eccetto:                   | Germania, eccetto:                   | Germania, eccetto:                | Completa                                     | Sì                             | Sì      | Sì              | Sì          | Sì                                        | Sì             | Sì                     | Sì                       | Sì                 |
|                                      | Büsingen am Hochrhein                | Büsingen am Hochrhein             | Sì                                           | Sì                             | Sì      | Sì              | Sì          | Sì                                        | No             | No                     | Sì                       | Sì                 |
| Helgoland                            | Helgoland                            | Sì                                | Sì                                           | Sì                             | Sì      | Sì              | Sì          | No                                        | No             | Sì                     | Sì                       |                    |
| Grecia, eccetto:                     | Grecia, eccetto:                     | Grecia, eccetto:                  | Completa                                     | Sì                             | Sì      | Sì              | Sì          | Sì                                        | Sì             | Sì                     | Sì                       | Sì                 |
|                                      | Monte Athos                          | Monte Athos                       | Sì                                           | Sì                             | Sì      | Sì              | Sì          | Sì                                        | No             | Sì                     | Sì                       | Sì                 |
| Ungheria                             | Ungheria                             | Ungheria                          | Completa                                     | Sì                             | Sì      | Sì              | Sì          | Sì                                        | Sì             | Sì                     | Sì                       | No, HUF            |
| Irlanda                              | Irlanda                              | Irlanda                           | Completa                                     | Sì                             | Sì      | Sì              | Sì          | Solo cooperazione di polizia e giudiziale | Sì             | Sì                     | Sì                       | Sì                 |
| Italia, eccetto:                     | Italia, eccetto:                     | Italia, eccetto:                  | Completa                                     | Sì                             | Sì      | Sì              | Sì          | Sì                                        | Sì             | Sì                     | Sì                       | Sì                 |
|                                      | Livigno                              | Livigno                           | Sì                                           | Sì                             | Sì      | Sì              | Sì          | Sì                                        | No             | No                     | Sì                       | Sì                 |
| Lettonia                             | Lettonia                             | Lettonia                          | Completa                                     | Sì                             | Sì      | Sì              | Sì          | Sì                                        | Sì             | Sì                     | Sì                       | Sì                 |
| Lituania                             | Lituania                             | Lituania                          | Completa                                     | Sì                             | Sì      | Sì              | Sì          | Sì                                        | Sì             | Sì                     | Sì                       | Sì                 |
| Lussemburgo                          | Lussemburgo                          | Lussemburgo                       | Completa                                     | Sì                             | Sì      | Sì              | Sì          | Sì                                        | Sì             | Sì                     | Sì                       | Sì                 |
| Malta                                | Malta                                | Malta                             | Completa                                     | Sì                             | Sì      | Sì              | Sì          | Sì                                        | Sì             | Sì                     | Sì                       | Sì                 |
| Paesi Bassi, eccetto:                | Paesi Bassi, eccetto:                | Paesi Bassi, eccetto:             | Completa                                     | Sì                             | Sì      | Sì              | Sì          | Sì                                        | Sì             | Sì                     | Sì                       | Sì                 |
|                                      | Isole BES                            | Isole BES                         | Minimale (OCT)                               | No                             | No      | Sì              | Sì          | No                                        | No             | No                     | Parziale                 | No, USD            |
| Aruba                                | Aruba                                | Minimale (OCT)                    | No                                           | No                             | Sì      | No              | No          | No                                        | No             | Parziale               | No, AWG                  |                    |
| Curaçao                              | Curaçao                              | Minimale (OCT)                    | No                                           | No                             | Sì      | No              | No          | No                                        | No             | Parziale               | No, ANG                  |                    |
| Sint Maarten                         | Sint Maarten                         | Minimale (OCT)                    | No                                           | No                             | Sì      | No              | No          | No                                        | No             | Parziale               | No, ANG                  |                    |
| Polonia                              | Polonia                              | Polonia                           | Completa                                     | Sì                             | Sì      | Sì              | Sì          | Sì                                        | Sì             | Sì                     | Sì                       | No, PLN            |
| Portogallo, eccetto:                 | Portogallo, eccetto:                 | Portogallo, eccetto:              | Completa                                     | Sì                             | Sì      | Sì              | Sì          | Sì                                        | Sì             | Sì                     | Sì                       | Sì                 |
|                                      | Azzorre                              | Azzorre                           | Con esenzioni (OMR)                          | Sì                             | Sì      | Sì              | Sì          | Sì                                        | Sì             | Sì                     | Sì                       | Sì                 |
| Madera                               | Madera                               | Con esenzioni (OMR)               | Sì                                           | Sì                             | Sì      | Sì              | Sì          | Sì                                        | Sì             | Sì                     | Sì                       |                    |
| Romania                              | Romania                              | Romania                           | Completa                                     | Sì                             | Sì      | Sì              | Sì          | Sì                                        | Sì             | Sì                     | Sì                       | No, RON            |
| Slovacchia                           | Slovacchia                           | Slovacchia                        | Completa                                     | Sì                             | Sì      | Sì              | Sì          | Sì                                        | Sì             | Sì                     | Sì                       | Sì                 |
| Slovenia                             | Slovenia                             | Slovenia                          | Completa                                     | Sì                             | Sì      | Sì              | Sì          | Sì                                        | Sì             | Sì                     | Sì                       | Sì                 |
| Spagna, eccetto:                     | Spagna, eccetto:                     | Spagna, eccetto:                  | Completa                                     | Sì                             | Sì      | Sì              | Sì          | Sì                                        | Sì             | Sì                     | Sì                       | Sì                 |
|                                      | Isole Canarie                        | Isole Canarie                     | Con esenzioni (OMR)                          | Sì                             | Sì      | Sì              | Sì          | Sì                                        | No             | Sì                     | Sì                       | Sì                 |
| Plazas de soberanía, eccetto:        | Plazas de soberanía, eccetto:        | ?                                 | ?                                            | Sì                             | Sì      | No              | Sì          | ?                                         | ?              | ?                      | Sì                       |                    |
|                                      | Ceuta                                | Con esenzioni                     | Sì                                           | Sì                             | Sì      | Sì              | No          | No                                        | No             | Minimale (FTA)         | Sì                       |                    |
| Melilla                              | Con esenzioni                        | Sì                                | Sì                                           | Sì                             | Sì      | No              | No          | No                                        | Minimale (FTA) | Sì                     |                          |                    |
| Svezia                               | Svezia                               | Svezia                            | Completa                                     | Sì                             | Sì      | Sì              | Sì          | Sì                                        | Sì             | Sì                     | Sì                       | No, SEK            |